# Cornelis Charles Six van Oterleek
Cornelis Charles Six, heer van Oterleek en Laag-Teylingen (Amsterdam, 30 september 1772 – 3 juni 1833 Utrecht), was een Nederlands politicus.

## Persoonlijk leven
Cornelis Charles baron Six was een zoon van Willem Fabricius Six, heer van Oterleek en Laag-Teylingen (1725-1807). Zijn vader was rijksbetaalmeester. Zijn grootvader aan vaders kant raad en schepen (te Amsterdam) en lid van de Staten van Holland. Ook was deze meer dan 30 jaar lid en president was van de Algemene Rekenkamer. Zijn moeder was Alpheda Louisa de Visscher (1738-1810).
In 1797 trouwde hij Anna Helena ter Borch (1775-1815). Met haar kreeg hij drie zoons en twee dochters. Na haar overlijden hertrouwde hij in 1821 met jkvr. Samuelle Théophile Gansneb genaamd Tengnagel (1788-1861), telg uit het geslacht Gansneb genaamd Tengnagel, met wie hij een dochter kreeg.
Hij werd op 16 september 1815 verheven in de Nederlandse adel met het predicaat jonkheer; op 21 december 1820 werd hem verleend de titel van baron bij eerstgeboorte.

## Loopbaan
Hij studeerde Romeins en hedendaags recht aan de Hogeschool te Leiden, en promoveerde in juli 1792 op de dissertatie Dissertatio historico juridica de Edicto Nannetensi, Protestantibus ab Henrico IV dato a Ludovico XIV rursus erepto, Amsterdam, bij Gabriel Dufour, 1792 (Dissertatie openbaar verdedidigd voor zijn promotor H.C. Cras).
Na een aantal ambten te hebben bekleed en commissaris-generaal tijdens de veldtocht tegen de Fransen (1794) te zijn geweest werd hij in 1795 advocaat te Amsterdam.
Hij werd in maart 1803 lid van de municipaliteit van Amsterdam en was lid van het Wetgevend Lichaam voor het departement Holland (15 mei 1805 tot 24 juli 1806 en van 4 oktober 1806 tot 11 november 1807). Na een aantal bestuurlijke functies was hij lid van de Staatsraad (1808), de Raad voor Zaken van Holland te Parijs (juli - oktober 1810), de Grote Vergadering van Notabelen voor het departement Zuiderzee (1814).
Hij was vanaf 6 april 1814 secretaris van staat (een andere term voor 'minister') voor Financiën en na het verkrijgen van de soevereiniteit voor de Nederlanden, De eerste Minister van Financiën van het Koninkrijk der Nederlanden, (tot 11 april 1821) en directeur-generaal van 's Lands Amortisatiekas (23 maart 1816 – 1 januari 1821).
Als minister haalde hij koning Willem I over hoge invoerrechten op suiker en koffie op te leggen teneinde de uitgaven voor de door de grote mogendheden geëiste vestingen aan de Franse grens op de staatsbegroting in evenwicht te brengen. Het bij de Tweede Kamer ingediende voorstel werd, met steun van Kamerleden uit de Zuidelijke Nederlanden, aangenomen voor de periode 1818-1819.
Op 21 december 1820 werd hij benoemd tot Minister van Staat.
Vanaf 16 september 1815 was hij ook lid van de Ridderschap van Holland.
Hij kreeg onderscheidingen als ridder en commandeur (1808) in de Orde van de Unie en van Commandeur in de Orde van de Reünie (1812). Hij ontving het Grootkruis in de Orde van de Nederlandse Leeuw. Hij werd Officier van het Legioen van Eer.
- Bibliothèque nationale de France: cb10576952n (data)
- Biografisch Portaal: 31939591
- Gemeinsame Normdatei: 1088446116
- International Standard Name Identifier: 0000 0003 9678 9060
- Nederlandse Thesaurus van Auteursnamen: 069983860
- Parlement.com: vg09llswffq4
- Virtual International Authority File: 291702554
- WorldCat: E39PBJgRKXCphJ7RqbD7mvXrv3